# (7050) 1982 FE3
(7050) 1982 FE3 (1982 FE3, 1983 RT8, 1987 KE, 1996 KU) — астероїд головного поясу, відкритий 20 березня 1982 року.
Тіссеранів параметр щодо Юпітера — 3,288.